# Harris Corporation

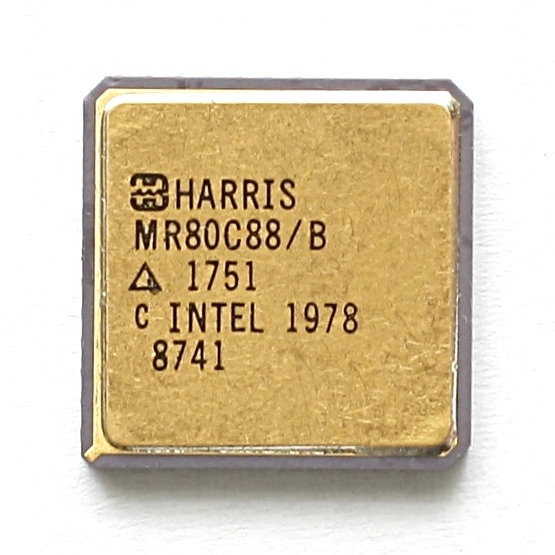
Harris MR80C88 16-Bit-Prozessor von 1987

Die Harris Corporation war ein US-amerikanischer, international tätiger Hersteller von Kommunikationstechnik und Radaranlagen im Bereich Militärtechnik sowie ein Pionier in der Entwicklung des Offsetdrucks. Der Firmensitz befand sich in Melbourne, Florida. Durch die Fusion mit L3 Technologies ging das Unternehmen 2019 in der neuen L3Harris Technologies auf.

## Geschichte
Im Jahr 1890 warteten die Brüder und gemeinsamen Inhaber eines Juwelier-Geschäfts, Charles und Alfred Harris aus Niles (Ohio), auf verspätete Vordrucke für Rechnungsformulare. Der zuständige Drucker entschuldigte sich damit, dass er aufgrund der manuellen Bogeneinlage in die Druckerpresse lediglich 25 Bogen pro Minute produzieren könne. Diese Antwort bewog die Brüder zur Entwicklung einer eigenen automatischen Papierzuführung aus Holz und einer ebenfalls selbst entwickelten Druckmaschine. Zur Produktion der Maschine gründeten die Brüder zusammen mit Rechtsanwalt H. K. Tayler 1895 die Harris Automatic Press Company. Die Druckmaschine des Unternehmens konnte 15.000 Umschläge oder Postkarten in der Stunde bedrucken (250 pro Minute) und war damit 10-mal schneller als der wenige Jahre zuvor beauftragte Drucker. Da potentielle Kunden beim Vernehmen dieser Zahlen ungläubig abwinkten, vermarkteten die Harris-Brüder ihre Maschine mit einer Leistung von 5.000 Drucken pro Stunde. Die erste Maschine wurde 1897 an die Brooks Printing Company geliefert. Bereits ab 1898 experimentierten die Brüder an einer Rotationsoffsetdruckmaschine aufgrund von Problemen mit schwankender Druckqualität dauerte es aber bis 1906 bis eine Offset-Lithografie-Druckmaschine angeboten werden konnte. Innerhalb von etwas mehr als einem Jahr konnten ganze 54 Maschinen verkauft werden.
Auch nach dem Tod von Mitgründer Charles Harris 1910 war das Unternehmen noch für bedeutende Entwicklungen im Druckmaschinenbau verantwortlich: 1921 wurde die erste Zweifarben-Offsetmaschine auf den Markt gebracht und 1931 konnte die erste Vierfarben-Druckmaschine vorgestellt werden. Nach der Übernahme der Wettbewerber Premier Potter Press Company und Seybold Machine Company 1926 firmierte das Unternehmen in der Folgezeit unter dem Namen Harris-Seybold-Potter (ab 1946 nur Harris-Seybold). Alfred Harris starb 1943.
Ab den 1950er Jahren begann Harris mit einer Expansion in die elektronische Kommunikation durch die Übernahme einschlägiger Unternehmen. Am 13. Juli 1955 vollzog die Harris Corporation einen Börsengang an der NYSE. Durch eine Fusion mit der Intertype Corporation of Brooklyn 1957 stellte die entstehende Harris-Intertype Corporation fortan auch Setzmaschinen und insbesondere Fotosatzmaschinen her. Die Intertype-Setzmaschine und der Intertype-Fotosetter, die durch die Intertype Corporation entwickelt wurden, sorgten für große Fortentwicklungen im Satz. 1959 wurde der Radartechnikhersteller PRD Electronics of Brooklyn, New York erworben und 1963 erfolgte mit der Übernahme der Marinoni S.A. eine weitere Vergrößerung der Druckmaschinensparte.
Eine bedeutende Fusion wurde 1967 durch die Vereinigung mit Radiation, Inc. in Melbourne, Florida vollzogen. Ab diesem Zeitpunkt wurden auch Halbleiter hergestellt. Radiation Inc. war vor der Fusion der siebtgrößte Arbeitgeber Floridas und lieferte Kommunikationstechnik für das Apollo-Programm. 1979 wurde mit Matra ein Joint-Venture unter dem Namen Matra Harris Semiconductors gegründet. Die immer noch große Druckmaschinensparte verlor in Anbetracht des wichtiger werdenden Elektronik-Geschäfts zunehmend an Bedeutung und wurde im April 1983 an Clayton & Dubilier veräußert. Die somit entstehende Harris Graphics Corporation wurde 1988 durch die Heidelberger Druckmaschinen AG aufgekauft und in den Konzern integriert. 1988 erwarb Harris von General Electric das Halbleiterunternehmen Intersil. Elf Jahre später, 1999, wurde die Halbleiter-Sparte wieder als Intersil ausgegründet.
2017 erwarb Veritas Capital die Regierungs-IT-Sparte von Harris und benannte sie um in Peraton.
Die Harris Corporation fusionierte im Juli 2019 mit L3 Technologies zu L3Harris Technologies.

## Geschäftsbereiche

### RF & Government Communications
Harris RF Communications war einer der weltweit führenden Hersteller von drahtlosen Kommunikationsgeräten für militärische Einsatzgebiete. Die Funkgeräte der Modellreihe Falcon waren die ersten kommerziell erhältlichen, welche ausschließlich auf digitaler Schaltungstechnik basieren. Zuletzt umfasste das Produktspektrum hauptsächlich digitale Funkmeldeempfänger und Datenfunkmodule für den OEM-Einsatz.

### Broadcast Communications
Harris Broadcast Communications entwickelte und produzierte hauptsächlich Satellitenverbindungsgeräte für Übertragungswagen, es wurden jedoch auch Sprechanlagen für den Einsatz bei Fernsehsendern produziert.

### Computer Systems Division
Die Computer Systems Division of Harris Corporation (HCSD) entwickelte und stellte Computersysteme her.

## Firmenübernahmen
Folgende Unternehmen wurden seit 1988 durch Harris übernommen:
- Exelis, Inc. (2015)[14]
- SignaCert (2010)[15]
- SolaCom ATC Solutions (2009)
- Tyco Electronics (MA-COM) Wireless Systems (2009)
- Crucial Security, Inc. (2009)
- Zandar Technologies Ltd. (2007)
- Multimax (2007)
- Aastra Digital Video (2006)
- Optimal Solutions, Inc. (2006)
- Leitch Technology (2005)
- Orkand Corporation (2004–Now Harris Enterprise Services)
- Encoda Systems (2004)
- ImageLinks, Inc. (2004)
- Hirschmann Multimedia Communications Network (2001)
- Exigent International, Inc. (2001)
- Wavtrace, Inc. (2000)
- Lucent Technologies Point-to-Point Microwave Business (2000)
- Louth Automation (2000)
- Audio Broadcast Group, Inc. (1999)
- Pacific Research & Engineering Corporation (1999)
- CHOICE Microsystems (1999)
- Intraplex, Inc. (1999)
- Agfa Copying Systems, Inc. (1998)
- Trans-Comp, Inc. (1998–Spun-Off with Lanier Worldwide)
- Northeast Broadcast Lab (1997)
- NovAtel Communications (1995)
- Triplett Corporation’s Cellular and Telecommunications Business (1995)
- Intersil Corporation (1988)